# Гекич, Кемал
Ке́мал Ге́кич (серб. Кемал Гекић; род. 16 февраля 1962, Сплит) — сербский пианист.
Окончил Музыкальную академию при Новисадском университете (1982) у Екутхон Кадыровой-Михайлович (узбекской пианистки, ученицы Льва Брумберга по Московской консерватории). Сразу после этого начал преподавать там же и возглавлял кафедру фортепиано до 1999 г. (его учеником, в частности, был Миша Дацич). В 1985 г. выступление Гекича на Международном конкурсе пианистов имени Шопена в Варшаве хотя и осталось без наград (кроме специального приза ганноверского Шопеновского общества за лучшее исполнение сонаты), но вызвало значительный всплеск интереса к творчеству пианиста: в частности, концертная запись конкурсного выступления Гекича была издана в Германии и Японии и разошлась общим тиражом около 140 тысяч копий. Конец 1980-х годов Гекич посвятил изучению творчества Франца Листа, выпустив запись «Трансцендентальных этюдов» в 1994 г. в Японии, переизданную в 1997 г. в США.
В 1999 г. Гекич выступил на Международном фестивале пианистов в Майами, причём его выступление пришлось на 24 марта, день бомбардировки Нови-Сада авиацией США. Успех этого выступления привёл к получению Гекичем профессуры во Флоридском университете. Дальнейшая исполнительская карьера Гекича также оценивалась в превосходных тонах американской музыкальной критикой, отмечавшей, в частности, удачное перевоплощение пианиста при обращении к более ранним, чем наиболее характерные для него Шопен, Лист и Рахманинов, авторам («лёгкое туше и изящная фразировка хорватского пианиста позволяют ему воссоздавать на современном инструменте звук, соответствующий старинному молоточковому клавиру») и вообще замечавшей, что «его подход к камерному репертуару исключителен по неожиданности озарений, простоте и ясности, энергичности и подлинной виртуозности, о какой бы пьесе ни шла речь».